# Une fille dans chaque port (film, 1928)
Pour les articles homonymes, voir Une fille dans chaque port.
Pour plus de détails, voir Fiche technique et Distribution.
Une fille dans chaque port (titre original : A Girl in Every Port) est un film muet américain réalisé par Howard Hawks, sorti en 1928.
Une nouvelle version sera tournée trois ans plus tard : Goldie, avec Spencer Tracy et Jean Harlow (1931).

## Synopsis
Spike et Salami sont deux marins, amis et bagarreurs qui, une fois arrivés dans un port, aiment fréquenter les bars et charmer les filles du coin. Lors d'une escale à Marseille, Spike tombe sous le charme d'une foraine, Mademoiselle Godiva, qui ne s'intéresse à lui que pour son argent.
Lorsque Spike la présente à Salami, ce dernier s’aperçoit qu'il l'a fréquentée dans le passé à Coney Island et connaît sa réputation. Salami va ensuite essayer de ramener douloureusement Spike à la raison, refuser les nouvelles avances de la foraine et finalement regagner l'amitié de son ami.

## Fiche technique
- Titre : Une fille dans chaque port
- Titre original : A Girl in Every Port
- Réalisation : Howard Hawks
- Scénario : James Kevin McGuinness, Seton I. Miller et Reggie Morris, d'après une histoire de Howard Hawks
- Titres : Malcolm Stuart Boylan
- Photographie : Rudolph J. Bergquist et L. William O'Connell
- Montage : Ralph Dixon
- Direction artistique : William S. Darling
- Costumes : Sam Benson
- Producteur : William Fox
- Société de production : Fox Film Corporation
- Société de distribution : Fox Film Corporation
- Pays d'origine : États-Unis
- Format : noir et blanc — 35 mm — 1,33:1 — Muet
- Genre : Comédie
- Durée : 78 min
- Date de sortie : 
  - États-Unis 26 février 1928

## Distribution
- Victor McLaglen : Spike Madden
- Robert Armstrong : Salami
- Louise Brooks : Marie, une fille en France
- Natalie Joyce : une fille à Panama
- Maria Casajuana : Chiquita
- Leila Hyams : une femme de marin
- Elena Jurado : une fille à Panama
- Sally Rand : une fille à Bombay

Et, parmi les acteurs non crédités :
- Henry Armetta : un barman
- Gladys Brockwell : Mme Flore
- William Demarest : un homme à Bombay
- Natalie Kingston : une fille des îles
- Myrna Loy : une fille en Chine
- Clarence Wilson : un barman